# Sylviane Berthod
Sylviane Berthod, švicarska alpska smučarka, * 25. april 1977, Salins.
Nastopila je na dveh olimpijskih igrah, najboljšo uvrstitev je dosegla leta 2002, ko je bila sedma v smuku. V petih nastopih na svetovnih prvenstvih je najboljšo uvrstitev dosegla leta 1999 s sedmim mestom v superveleslalomu. V svetovnem pokalu je tekmovala trinajst sezon med letoma 1996 in 2008 ter dosegla eno zmago in še pet uvrstitev na stopničke. V skupnem seštevku svetovnega pokala je bila najvišje na šestnajstem mestu leta 1999, dvakrat je bila šesta v smukašekm seštevku.